# Rhizomyces crispatus
Rhizomyces crispatus är en svampart som beskrevs av Thaxt. 1901. Rhizomyces crispatus ingår i släktet Rhizomyces och familjen Laboulbeniaceae.   Inga underarter finns listade i Catalogue of Life.